# Yannick Bisson

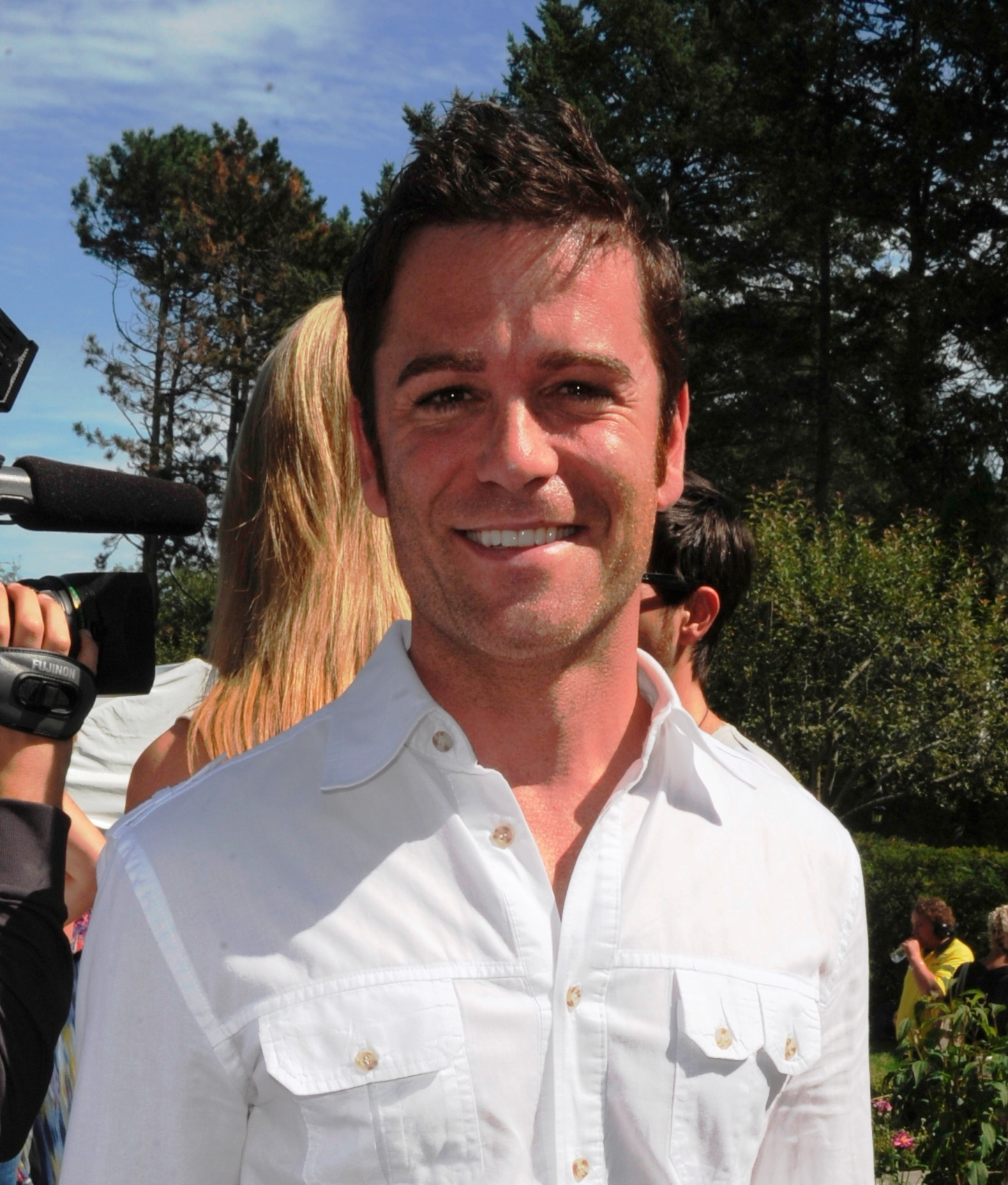
Yannick Bisson (2011)

Yannick D. Bisson (* 16. Mai 1969 in Montreal, Québec) ist ein kanadischer Schauspieler.

## Leben und Karriere
Yannick Bisson verbrachte seine Kindheit in Montreal, bevor er als Jugendlicher nach Toronto zog, um bessere Chancen als Schauspieler zu haben. Sein Filmdebüt feierte er 1984 mit dem Film Hockey Night neben Megan Follows und Rick Moranis. In den folgenden Jahren trat er in diversen Filmen und Serien auf, zum Beispiel in Nachtstreife, Alfred Hitchcock zeigt, Die Waffen des Gesetzes, Tropical Heat, The Hidden Room und Inspektor Janek und der Psychokiller. Zwischen 1994 und 1997 war er als Joey Barrett neben Rick Springfield einer der Hauptcharaktere in der Serie High Tide – Ein cooles Duo. Seine nächste Hauptrolle hatte Bisson von 1999 bis 2000 in der Serie Nothing Too Good for a Cowboy. Auch hatte er Gastauftritte in Relic Hunter – Die Schatzjägerin, Mutant X, Zweimal im Leben und Missing – Verzweifelt gesucht inne. Zwischen 2000 und 2004 war er als Brian Tedrow in einer Nebenrolle in der Showtime-Serie Soul Food für insgesamt 14 Folgen zu sehen. Seine nächste Hauptrolle folgte bereits 2002, als er die Rolle des Jack Hudson neben Deanne Bray in der Serie Sue Thomas: F.B.I. verkörperte. Bis 2005 wurden in drei Staffeln insgesamt 56 Folgen der Serie produziert. 2007 trat er in der zweiten Staffel von Falcon Beach auf.
Ein Jahr später wurde Bisson für die Rolle des William Murdoch in der CBC-Serie Murdoch Mysteries verpflichtet, welche er bis heute verkörpert.
Seit Mai 1990 ist er mit der Schauspielerin Chantal Craig verheiratet. Die beiden haben drei Töchter.

## Filmografie (Auswahl)
- 1984: Hockey Night
- 1986: Toby McTeague
- 1987: Nachtstreife (Night Heat, Fernsehserie, Folge 3x10)
- 1988: Alfred Hitchcock zeigt (Alfred Hitchcock Presents, Fernsehserie, Folge 3x18)
- 1988: Learning the Ropes (Fernsehserie, 13 Folgen)
- 1989: Die Waffen des Gesetzes (Street Legal, Fernsehserie, Folge 4x06)
- 1991, 1993: The Hidden Room (Fernsehserie, 2 Folgen)
- 1992: Tropical Heat (Sweating Bullets, Fernsehserie, Folge 2x15)
- 1993: Top Cops (Fernsehserie, Folge 3x28)
- 1994: Inspektor Janek und der Psychokiller (The Forget-Me-Not Murders)
- 1994–1997: High Tide – Ein cooles Duo (High Tide, Fernsehserie, 63 Folgen)
- 1999: Das einsame Genie (Genius)
- 1999: Relic Hunter – Die Schatzjägerin (Relic Hunter, Fernsehserie, Folge 1x10)
- 1999–2000: Nothing Too Good for a Cowboy (Fernsehserie, 26 Folgen)
- 2001: Pretender – Nichts scheint wie es ist (The Pretender 2001)
- 2000–2004: Soul Food (Fernsehserie, 14 Folgen)
- 2001: Zweimal im Leben (Twice in a Lifetime, Fernsehserie, Folge 2x20)
- 2001: Mutant X (Fernsehserie, Folge 1x04)
- 2001: The Day Reagan Was Shot
- 2001: Undergrads (Fernsehserie, 10 Folgen)
- 2002–2005: Sue Thomas: F.B.I. (Sue Thomas: F.B.Eye, Fernsehserie, 56 Folgen)
- 2003: Missing – Verzweifelt gesucht (1-800-Missing, Fernsehserie, Folge 1x05)
- 2006: Mord in der Luxusvilla (The Secrets of Comfort House)
- 2007: Falcon Beach (Fernsehserie, 4 Folgen)
- 2007: The Dresden Files (Fernsehserie, Folge 1x12)
- seit 2008: Murdoch Mysteries (Fernsehserie)
- 2010: Casino Jack
- 2010: Flashpoint – Das Spezialkommando (Flashpoint, Fernsehserie, Folge 3x08)
- 2011: The Listener – Hellhörig (The Listener, Fernsehserie, Folge 2x08)
- 2014: Republic of Doyle – Einsatz für zwei (Republic of Doyle, Fernsehserie, Folge 5x14)
- 2016–2018: Mit Liebe zum Mord (An Aurora Teagarden Mystery, Filmreihe, 5 Episoden)
- 2017: Another WolfCop